# یاسمین سفاس جونز
یاسمین سفاس جونز (انگلیسی: Jasmine Cephas Jones؛ زادهٔ ۲۱ ژوئیهٔ ۱۹۸۹) بازیگر، بازیگر تئاتر، بازیگر تلویزیون، و بازیگر سینما اهل ایالات متحده آمریکا است. وی از سال ۲۰۱۳ میلادی تاکنون مشغول فعالیت بوده‌است.
از فیلم‌ها یا برنامه‌های تلویزیونی که وی در آن نقش داشته‌است می‌توان به همیلتون، هیولاها و آدم‌ها و همیلتون اشاره کرد. وی همچنین برندهٔ جوایزی همچون جوایز امی ساعات پربیننده شده‌است.